# Lost!
"Lost!" је песма енглеског алтернативног рок бенда Колдплеја и то је трећа нумера и трећи сингл са њиховог албума из 2008. године, Viva la Vida or Death and All His Friends. Такође је издата и акустичка верзија ове песме, под називом "Lost?", и то као B-страна на ЦД верзији првог сингла са овог албума, "" и на јапанској и iTunes Store верзији албума. Верзија песме са албума је такође издата као промоциони сингл.
По издавању албума Viva la Vida or Death and All His Friends, чланови Колдплеја су изјавили да је песма "Sing", са првог албума групе Блур из 1991. године, , била извор инспирације играјући почетну тачку за песму "Lost!".

## Списак песама

### Промоциони ЦД
1. "" – 3:59
2. "" – 3:42
3. "" – 3:59

## Успеси на листама
"Lost!" је доживео извесне успехе на листама у неким државаме током недеље у којој је албум издат због великог броја дигиталних преузимања, иако у то време песма званично није била сингл. У Уједињеном Краљевству песма је достигла 55. место на UK Singles Chart, док је у Сједињеним Државама дебитовала на 94. месту на Billboard Hot 100.
| Листа (2008)            | Највише место |
| ----------------------- | ------------- |
|                         | 86            |
| [ 3 ]                   | 55            |
| [ 4 ]                   | 34            |
| Walloonia Singles Chart | 14            |
| [ 6 ]                   | 55            |
|                         | 93            |
| [ 7 ]                   | 94            |